# Graphe taureau
Le graphe taureau est, en théorie des graphes, un graphe possédant 5 sommets et 5 arêtes. Il peut être construit en ajoutant deux sommets au graphe cycle C3 (le triangle) et en les reliant directement à deux sommets distincts de C3.
Le nom de graphe taureau est employé au sein de la classification de l'ISGCI (Information System on Graph Classes and their Inclusions).

## Propriétés

### Propriétés générales
Le diamètre du graphe taureau, l'excentricité maximale de ses sommets, est 3, son rayon, l'excentricité minimale de ses sommets, est 2 et sa maille, la longueur de son plus court cycle, est 3. Il s'agit d'un graphe 1-sommet-connexe et d'un graphe 1-arête-connexe, c'est-à-dire qu'il est connexe et que pour le rendre déconnecté il faut le priver au minimum de 1 sommet ou de 1 arête.
Il est possible de tracer le graphe taureau sur un plan sans qu'aucune de ses arêtes se croisent. Le graphe taureau est donc planaire. C'est également un graphe distance-unité : il peut s'obtenir à partir d'une collection de points du plan euclidien en reliant par une arête toutes les paires de points étant à une distance de 1.

### Coloration

Les 3 graphes avec un polynôme chromatique égal à

Le nombre chromatique du graphe taureau est 3. C'est-à-dire qu'il est possible de le colorer avec 3 couleurs de telle façon que deux sommets reliés par une arête soient toujours de couleurs différentes. Ce nombre est minimal.
L'indice chromatique du graphe taureau est 3. Il existe donc une 3-coloration des arêtes du graphe telle que deux arêtes incidentes à un même sommet soient toujours de couleurs différentes. Ce nombre est minimal.
Il est possible de compter les colorations distinctes d'un graphe, en fonction du nombre de couleurs autorisé. Cela donne une fonction polynomiale, qualifiée de polynôme chromatique du graphe. Ce polynôme a pour racines tous les entiers positifs ou nuls strictement inférieurs à 3 et est de degrés 5. Il est égal à : {\displaystyle (x-2)(x-1)^{3}x}.
Il existe 2 graphes qui sont chromatiquement équivalents au graphe taureau, c'est-à-dire ayant le même polynôme chromatique. L'un d'eux est le graphe criquet.

### Propriétés algébriques
Le groupe d'automorphismes du graphe taureau est un groupe abélien d'ordre 2 : le groupe cyclique Z/2Z.
Le polynôme caractéristique  de la matrice d'adjacence  du graphe taureau est : {\displaystyle -x(x^{2}-x-3)(x^{2}+x-1)}.

## Graphes sans taureau
Les graphes sans taureau sont les graphes n'ayant pas le graphe taureau comme sous-graphe induit. Ils ont été étudiés dans le cadre du théorème fort des graphes parfaits.
Par définition, les graphes sans triangle sont des graphes sans taureau.